# ロトカス語
ロトカス語（ロトカスご、Rotokas）とはパプアニューギニアのブーゲンビル島中部で話されている言語である。

## 分類
上位分類はパプア諸語・東パプア言語門・ブーゲンヴィル言語亜門・西ブーゲンヴィル言語系のロトカスとされていたり、北ブーゲンヴィル諸語のロトカス諸語とされていたりとばらつきが見られるものの、いずれの資料においてもクヌア語やケリアカ語と近い関係にあるという点については共通している。

## 音韻論
認識される音素数は子音と母音合わせても12個と、ピダハン語と並び世界の言語全体の中でも最も少ない部類に入る。

### 子音
音素として認識されるのはアルファベットで表すとp, t, k, b, d, gとなる六種類の音である。これは世界の言語全体の中でも最も少ない部類に入るが、実際には語中のどの位置にあるかにより様々な異音として聞き取られ得る。

### 母音
音素として認識されるのは/i/、/e/、/a/、/o/、/u/の五種類である。